# جورج إس. بلانشارد
جورج إس. بلانشارد (بالإنجليزية: George S. Blanchard)‏ هو عسكري أمريكي، ولد في 3 أبريل 1920 في واشنطن العاصمة في الولايات المتحدة، وتوفي في 3 مايو 2006 في الإسكندرية في الولايات المتحدة.